# Edificio de baja energía

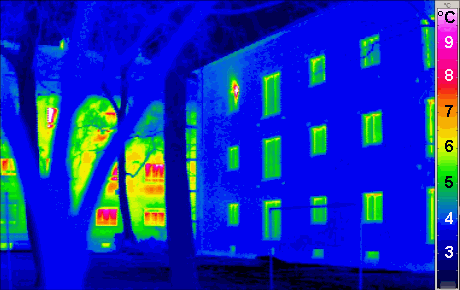
Esta termografía compara un edificio tradicional (izquierda) con una Casa pasiva estándar en Alemania (derecha).

Un edificio de baja energía es genéricamente un tipo de edificio que utiliza menos energía que un edificio o vivienda convencional. Para el diseño de un edificio de estas características es pertinente seguir una lista de pautas de diseño.

## Generalidades
En general el uso y significado del término “edificio o casa de baja energía” se va modificando en el tiempo y probablemente cambiará en el futuro. En la actualidad para acceder a esta categoría es usual que el edificio o casa deba consumir la mitad de la energía respecto a los estándares de las normas de eficiencia energética edilicia de los países que la poseen. 
Si tomamos como referencia las normas alemanas o suizas sobre calefacción se encontrarán típicamente en un rango de 20 kWh/m²/año a 30 kWh/m²/año.[cita requerida]
Por debajo de estos valores es usual utilizar el término Edificio energía cero o Edificio ultra baja energía.
Otros usos del término: por ejemplo, con frecuencia es posible aplicar el término a un edificio cuyos niveles de consumo de energía se encuentren por debajo de los estándares exigidos por normas o códigos de edificación del país donde se localice. Dado que los estándares nacionales varían significativamente de un país a otro, lo que en uno puede considerarse de "baja energía", en otro puede ser práctica normal. 
Dado que el consumo de energía está directamente relacionado con las emisiones de gases de efecto invernadero (Calentamiento global) y con los combustibles utilizados, todavía no hay un consenso sobre cual es el indicador adecuado para categorizar un edificio.

## Estándares nacionales
En algunos países el término se relaciona con el estándar de un edificio específico, que sirve de referencia. En particular lo que se busca es limitar la energía utilizada en calefacción debido a que se encuentran en zonas climáticas muy rigurosas. Otros usos de la energía también pueden ser regulados y en los últimos años han comenzado a aparecer estándares para limitar el uso del aire acondicionado para refrigeración edilicia, el uso del agua, de los materiales de construcción ciclo de vida, o genéricamente en la exigencia de una evaluación de impacto ambiental para edificios.
En cuanto a normas, estándares y códigos usualmente han surgido por iniciativas de los estados para regular el uso indiscriminado de la energía en los países desarrollados a partir de la crisis del petróleo de 1973. En otros casos surgió del ámbito académico y fue elevado a los organismos responsables de la gestión energética en cada país. En el último decenio el acceso a la información por parte de la sociedad llevó a que estén altamente concientizados de la problemática ambiental y exijan un estudio de impacto ambiental para cualquier obra o emprendimiento urbano que lesione o ponga en riesgo los intereses de la sociedad o comunidad en su conjunto.
En Alemania una "casa de baja energía" (Niedrigenergiehaus) posee un límite equivalente a 7 litros de fuel-oil por cada metro cuadrado de superficie cubierta para la calefacción anual de una vivienda (50 kWh/m²año o 15850 Btu/ft²/yr). En Suiza el término es asociado en relación con el estándar MINERGIE® (42 kWh/m²año o 13.300 Btu/ft²/yr).
En comparación, la Casa pasiva () alemana catalogada como de ultra baja energía, corrientemente adoptada como referencia por otros países de Europa, tiene un requerimiento máximo de calefacción de 15 kWh/m²año o 4755 Btu/ft²/yr.

## Más allá de los edificios ultra baja energía
Si vemos más allá de este concepto nos encontramos con conceptos como edificio ultra baja energía o edificio energía cero que independientemente que esté conectado a las redes urbanas de servicios (electricidad, gas natural, gas propano-butano (gas de refinería), agua, calefacción distrital, desagües pluviales, desagües cloacales, entre otros); el balance entre ingresos y egresos debe ser muy próximo a cero (+/- 10%). Más allá se encuentran los edificios energía plus, que exportan a la red más energía de la que necesitan.
Entre estos se encuentra el edificio del Parlamento Alemán (Reichstag) del arquitecto Norman Foster en Berlín, el Centro cultural Mont-Cenis en el sur de Alemania de los arquitectos Jourda&Perroudin o la "Casa eficiente" en Florianópolis de la UFSC . 
Estas apelan a estrategias de diseño combinadas centradas en las tecnologías de conservación de energía y el uso de fuentes renovables de energía. Sin embargo, en ausencia de estándares reconocidos, la combinación entre estas estrategias y por lo tanto el perfil energético a implementar, junto al impacto ambiental que pueda causar el edificio pueden variar significativamente. 
En una de las variantes del amplio espectro de los edificios catalogados como de energía ultra baja, que implica minimizar la importación de energía para su funcionamiento, se encuentra un concepto históricamente anterior. Este es el de edificio autónomo y las primeras experiencias fueron realizadas en los Estados Unidos por encargo de los Ministerios de Defensa y Ministerio de Energía a las universidades más prestigiosas en la hipótesis de una carencia general de energía al inicio de la Guerra fría. Una versión de alcance masivo llegó con el libro "La casa autosuficiente" (The Self-sufficient house) de los arquitectos Brenda y Robert Vale en 1980.
En el final opuesto del espectro están los edificios donde se hacen pocas tentativas por reducir los requisitos de calefacción y que por lo tanto utilizan altos niveles de energía en invierno de las redes. Mientras que esto se puede balancear mediante el uso de energías renovables a lo largo de un año, impone mayores demandas a la infraestructura nacional tradicional de la energía durante la estación máxima del invierno. Son conocidos los apagones en los períodos climáticos extremos en grandes aglomeraciones urbanas como Nueva York, Los Ángeles, San Pablo, Buenos Aires, París, entre otros casos de conocimiento público.
Esto lleva a una carrera desenfrenada de los estados por crear más y más centrales eléctricas, tender miles de kilómetros de gasoductos, construir buques cada vez más grandes para el transporte de energía en diversas formas. Con el escenario del cambio climático los estados han vuelto a programar la construcción de centrales nucleares si que aparezcan resistencias en la sociedad o en los grupos ambientalistas.

## Tecnología de baja energía
Los edificios de baja energía utilizan típicamente altos niveles de aislamiento térmico, eficiencia energética, ventanas con doble o triple vidriado de baja emisividad (DVH), bajos niveles de infiltración de aire, uso de sistemas de recuperación de calor, entre otras estrategias. Y desde ya es excluyente el uso de técnicas de diseño solar pasivo o tecnologías solares activas. 